# Serpent Mound

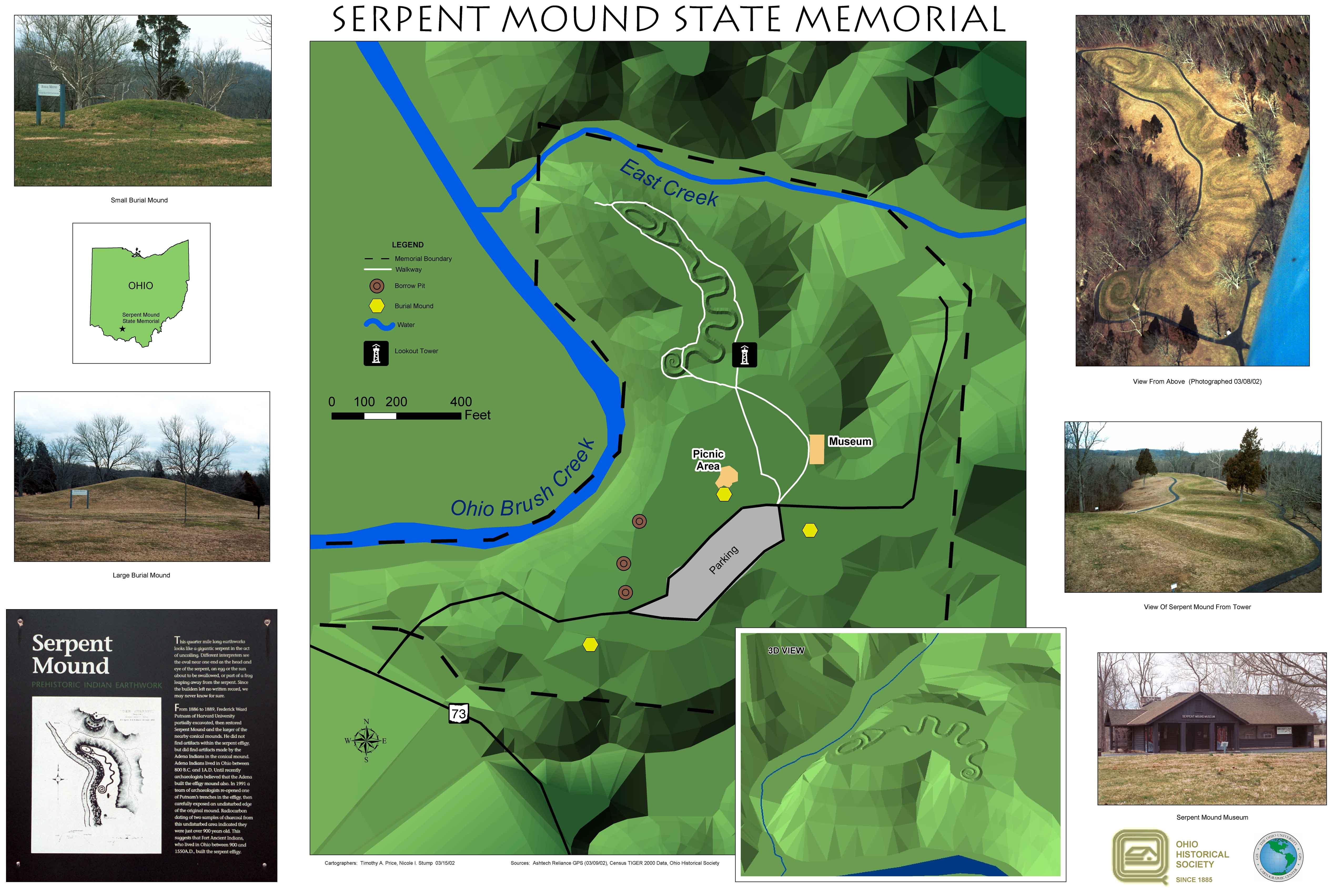
Mapa SIG de Serpent Mound, criado por Timothy A. Price e Nichole I. Stump em março de 2002

O Great Serpent Mound ou Grande Montículo da Serpente é um montículo-efigie (Effigy Mounds) de 380 metros de comprimento, 6 metros de largura e 1,2 metros de altura localizado na meseta de Serpent Mount Crater no Condado de Adams, Ohio, Estados Unidos. A sua forma é sinuosa e assemelha-se a uma serpente, começa num torque e termina com a cabeça na que parece que teve um altar. É o maior montículo-efigie do mundo.
Foi descoberta e cartografiada em 1846 por parte de Ephraim G. Squier e Edwin H. Davis. A sua descoberta fez-se público no livro "Ancient Monuments of the Mississippi Valley" (Monumentos antigos do vale do Mississipi).

## Origem
A datação do desenho bem como da construção e de quem foram os autores do montículo são questões que se encontram em pleno debate em diferentes disciplinas como a arqueologia, a etnologia e a antropologia. Acha-se que foi levantado pela cultura Adena ainda que há indícios de que pertença à Cultura Hopewell ou a Cultura Fort Ancient.

## Função
Ainda que há vários montículos funerários a seu ao redor, a Serpent Mound não contém restos humanos e não foi levantada com fins funerários. Acha-se que poderia ter um significado astronómico pois a cabeça da serpente está alinhada com a posição do sol no solstício de Verão, e a cauda com a saída do sol no solstício de Inverno.